# 吴公幹
吴公幹（1876年—1942年），字若無，廣東南海人，近代中国革命志士，實業家。

## 生平
1876年生于廣東南海。早歳與陳惠甫、李介希共創宏仁演說社，鼓吹革命。後加入同盟會，追隨孫中山多年。1911年「黄花崗之役，與潘達微等奔走策劃，襄助實多。迨諸烈士殉難，復不避艱險，力負埋葬烈士遺體之責」。 同年10月，參與謀劃同盟會員李沛基炸死清廣州將軍鳳山之義舉 。
民國成立後，籌組廣東機噐工會等國民團體。1913年二次革命失败後，與潘達微、王秋湄等入愛國華僑簡照南創辦之香港南洋煙廠工作，並在其後身上海南洋兄弟煙草公司任職至1920年代，對該公司冲破英美煙草公司重重阻難，躍登國煙界首席地位，為國家挽回利權，有一定貢獻。與此同時，積極參與革命活動。1919﹣1920年間，「在滬經手捐募款项卄餘萬元，交由林煥廷同志轉呈國父（孫中山）以為本黨（中國國民黨）活動經費」。1922年，以工界代表身份列席國共两黨之談判 。同年11月和12月，與鄧泰中、伍朝樞、吕超、徐绍楨、林祖涵五人同時被召參加孫中山在滬召集審議中國國民黨改進案和審查中國國民黨宣言及黨綱黨章之两次會議。1923年2月，被委為中國國民黨上海第一分部部长。 同年10月，孫中山手令委為宣傳員。之後迭任大元帥府籌餉局、銓叙局等要職。获孫中山以大元帥名義頒發之三等勛章暨獎狀。 1925年孫中山逝世後不久，以不願介入國民黨內各派之爭鬥，退出政界，專以振興實業為務。1929年，與梁培基、簡琴石等創辦民衆煙公司，任經理。1932年一二八淞滬抗戰時，親赴前線慰問十九路軍將士。發行以抗日名將蔡廷鍇之名命名的「蔡廷鍇」牌香煙，深受大衆歡迎。
1937年8月日寇侵略上海時，其所辦事業悉毁。後「數經敵偽誘脅合作，胥予峻拒」。終以貧病交侵，于1942年逝世。抗戰勝利後，1946年2月，中國國民黨中央撫䘏委員會决議撫䘏其遺屬，並咨請國民政府明令予以褒揚。